# Лучини, Луиджи Мария
Луиджи Мария Лучини (итал. Luigi Maria Lucini; 25 июля 1665, Милан, Миланское герцогство — 17 января 1745, Рим, Папская область) — итальянский куриальный кардинал, доминиканец. Кардинал-священник с 9 сентября 1743, с титулом церкви Сан-Систо с 23 сентября 1743.